# Hanna Bennison
Hanna Ulrika Bennison, född 16 oktober 2002 i Lomma, är en svensk fotbollsspelare som spelar för spanska Real Madrid.
Bennison togs som 17-åring ut i A-landslaget för första gången i oktober 2019. 2021 utsågs Bennison till världens bästa kvinnliga talang, enligt fotbollssajten Goal.
I augusti 2021 skrev hon på ett fyraårskontrakt med Everton.
I juli 2025 skrev hon på ett treårskontrakt med spanska Real Madrid.

## Klubblagskarriär

### GIF Nike
Hanna Bennison började i femårsåldern spela fotboll i sin lokala klubb GIF Nike, det var tydligt från början att hon hade talang. Det tog inte lång tid innan hon blev upplockad av FC Rosengårds ungdomssystem.

### FC Rosengård
När Bennison var elva blev hon scoutad till FC Rosengård och kom att spendera de näst följande nio åren i klubben.  I april 2018 gjorde hon sin A-lagsdebut som 15-åring och spelade i totalt fyra matcher under säsongen. Under den nästkommande säsongen gjorde Bennison stora kliv i hennes utveckling och gjorde 18 stycken uppträdande samt tre mål. Under denna tiden var hon av intresse för fler topplag, bland annat Olympique Lyon. Bennison gick däremot fortfarande kvar i skolan i Malmö och ville avsluta sin utbildning där. 2020 säsongen blev tuffare för henne på grund av COVID-19 samt en kedja av skador. Nästa säsong kom hon däremot tillbaka i bra form och var med och slogs om en startplats mot Ria Öling och Olivia Schough.

### Everton LFC
I augusti 2021 flyttade Bennison till Everton LFC med fyra års kontrakt, en värvning som blev det största kontraktet en spelare har gjort från damallsvenskan. Värvningen var även rekordartad för Everton. Hon gjorde sitt första mål för Everton i en match mot Birmingham City som gav dem tillbaka ledning, matchen slutade sedan 3-1 till Everton. Bennsions fortsatte att utmärka sig under säsongen och en match som särskilt stod ut var 1-0-segern mot Aston Villa. Hennes prestationer kulminerade med att hon blev utsedd till Evertons unga spelare för säsongen 2021/2022. Under 2022/2023 gjorde Bennison 21 framträdanden samt tre stycken mål för Everton.

### Juventus
Den 3 juli 2024 värvades Bennison av italienska Juventus, där hon skrev på ett treårskontrakt.

## Landslagskarriär
Bennisons karriär i A-landslaget började med en vänskapsmatch mot USA 2019 när hon var 17 år. I matchen bidrog hon med en passning som ledde till mål för Sverige. Hon blev sedan uttagen till Algarve Cup 2020 där hon fick starta sin första match i en 0-1-förlust till Tyskland. Under 2021 gjorde Bennison sin mästerskapsdebut i OS där damerna vann över USA med 3-0. Med inhoppet blev hon den andra tonåringen att spela i OS för damlandslaget samt den första att vara född under 2000-talet att spela med damlandslaget i ett större mästerskap.
Under EM-2022 gjorde Bennison ett inhopp i gruppspelsmatchen mot Schweiz när det stod 1-1 och bidrog med det avgörande ledningsmålet i 79:e minuten.
Åttondelsfinalen mellan Sverige och USA gick till straffar där Bennison satte den femte straffen och räddade Sverige kvar i VM.